# Габріель де Луе

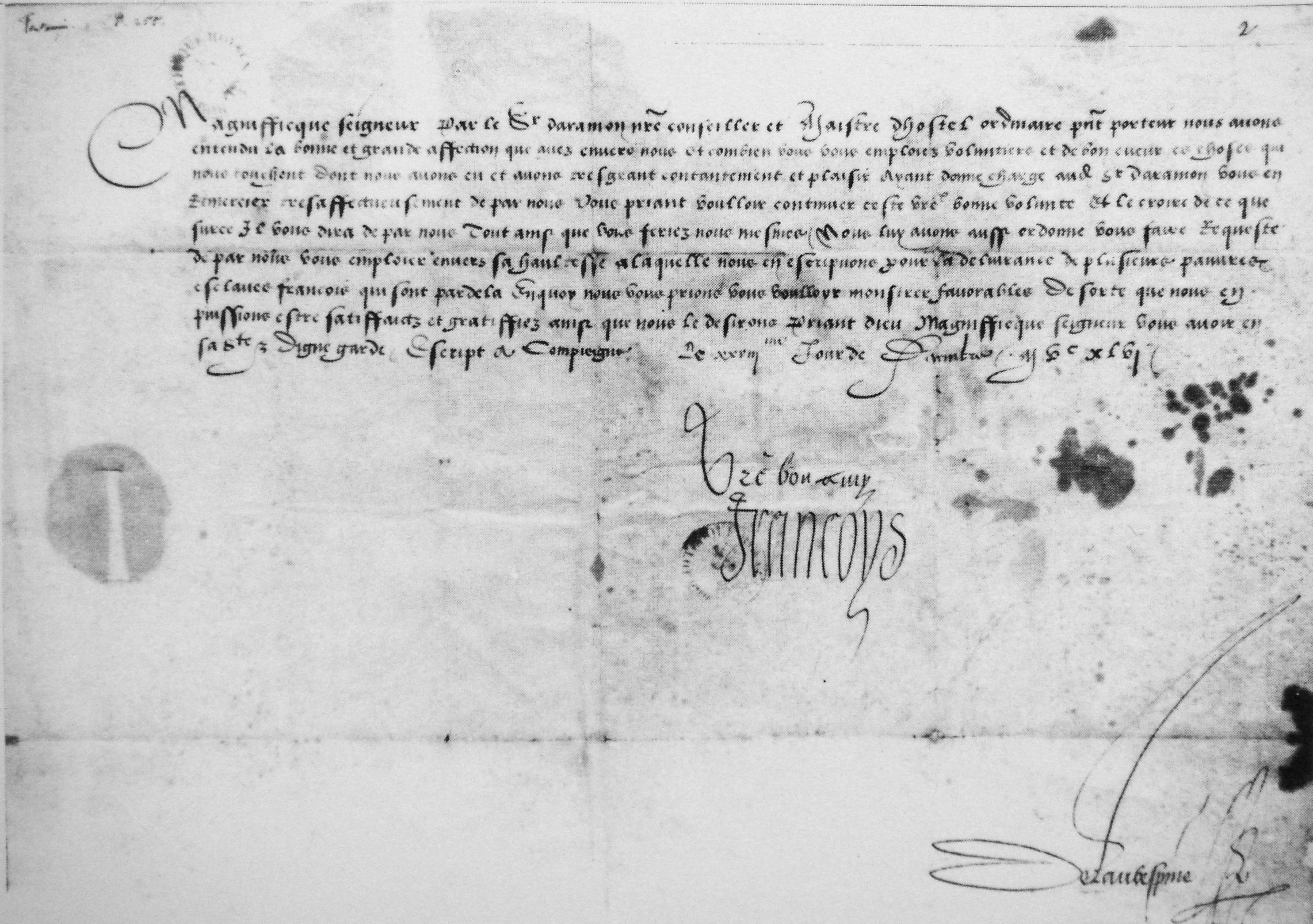
Лист Франциска I до Дрогмана Януса Бея, 28 грудня 1546 р., Переданий Габріелем де Луе д'Арамоном. Лист підписується державним секретарем Клодом де Л'Обеспіном.

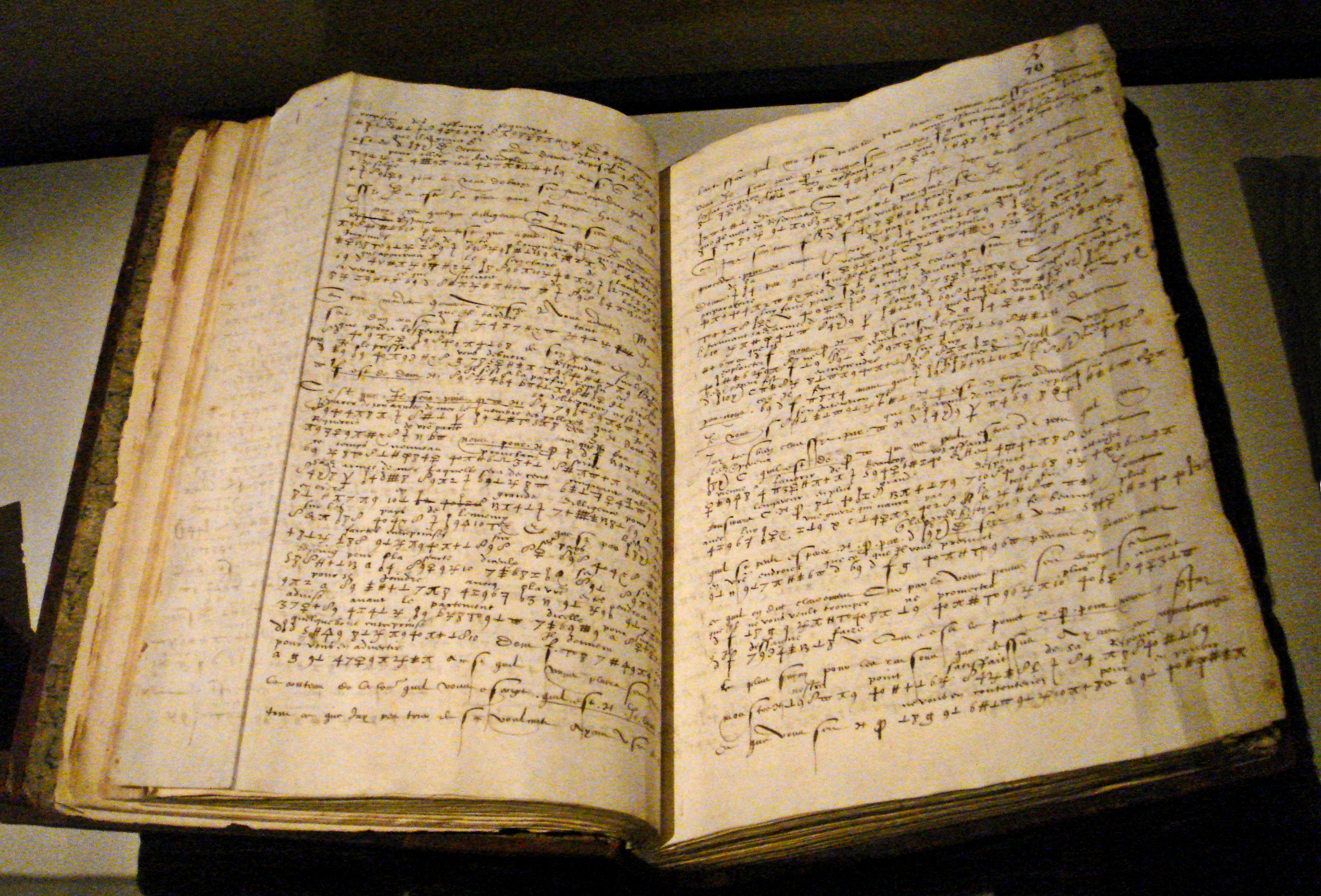
Зашифрований лист Габріеля де Луе д'Арамона, після 1546 року, з частковим розшифруванням, цікавий приклад криптографії в 16 столітті.

Габріель де Луе, барон д'Арамон та де Вальябрег (фр. Gabriel de Luetz baron et seigneur d’Aramon et de Vallabrègues 1508—1553/54  р.), також часто згадується скорочено як Габріель д'Арамон  — посол Франції в Османській імперії з 1546 по 1553 р. Перебував спочатку на службі у короля Франциска I, який направив його до Османської імперії, а після смерті Франциска — у короля Генріха II.

## Посол в Османській імперії
Габріель д'Арамон змінив на посаді посла королівства Франції в Османській імперії Антуана Ескалін дез Емара в 1546 році. Незадовго до його призначення християнська Франція уклала скандальний союз з мусульманською Османською імперією, який був спрямований проти їх спільного ворога — імперії Габсбургів на чолі з Карлом V.
До Стамбулу Габріеля д'Арамона супроводжував цілий гурт французьких вчених — дипломат Жан де Монлюк, філософ Гійом Постель, ботанік П'єр Белон, натураліст П'єр Жиль д'Альбі, майбутній космограф Андре Теве, мандрівник Ніколя де Ніколе, які після повернення до Франції опублікують свої дослідження та зроблять значний внесок у розвиток ранньомодерної науки у Франції.

## Османсько-перська війна
У 1547 році разом із двома своїми секретарями, Жаком Гассу та Жаном Чесно, Де Луе супроводжував Сулеймана Пишного в османсько-перській війні під час якої він давав поради султану щодо деяких аспектів кампанії. Події цієї подорожі були описані Жаном Чесно в його книзі «Le Voyage de Monsieur d'Aramon dans le Levant», цікавій розповіді про подорож Габріеля де Луе на схід.

## Облога Триполі
У 1551 р. Габріель де Луе зі своїми двома галерами та галіотом приєднався до османського флоту під час завоювання Триполі, що на той час контролювався лицарями-госпітальєрами та іспанцями. Публічно оголошена місія посла полягала в тому, щоб відмовити османів від захоплення міста на прохання великого магістра Мальти Хуана де Омедеса-і-Коскона, оскільки Мальтійський орден (лицарі-госпітальєри) не був визначений ворогом у спільному франко-османському союзі проти Габсбургів. Згідно з пізнішими повідомленнями, коли Сінан-паша і Тургут-реїс відмовились зняти облогу на тій підставі, що вони мали наказ султана викорінити Мальтійських лицарів з африканського континенту, д'Арамон погрожував відплисти до Константинополя, щоб особисто поскаржитись Сулейману I, але тоді йому було заборонено залишати місто до кінця облоги. Після падіння Триполі, лицарі ордену Св. Іоанна, багато з яких були французами, за наполяганням д'Арамона були звільнені і доставлені на борту галер посла на Мальту, тоді як рядові солдати-найманці були поневолені (деякі автори кажуть, що 200 чоловіків було звільнено).

З Мальти д'Арамон написав Генріха II листа про своє втручання в події триполітанської кампанії. Роль д'Арамона в цих подіях активно критикували імператор Карл V і папа Юлій III через підозру в тому, що саме він заохотив османів взяти місто. Пізніше виявилося, що д'Арамон брав участь у переможному бенкеті османів, що викликало подальші підозри щодо його ролі в захопленні Триполі і призвело до заяв Карла V про те, що Франція також брала участь в облозі. У будь-якому випадку, д'Арамон мав особливі відносини з османами, і ясно усвідомлював, що падіння Триполі було серйозним ударом для Карла V.

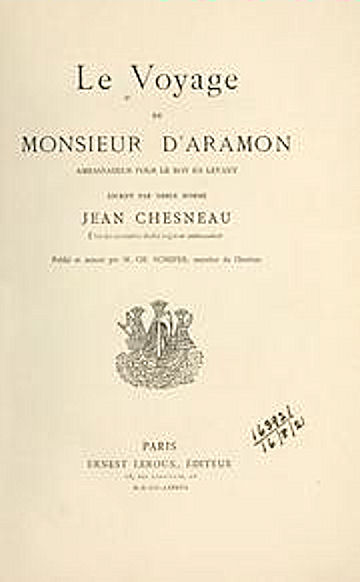
Le Voyage de Monsieur d'Aramon dans le Levant by Jean Chesneau, 1547.

## Калабрійський рейд та битва при Понці
У 1552 році Габріель де Луе переконав Сулеймана відправити флот для спільних франко-турецьких дій проти Карла V. У липні 1552 р. коли османський флот на чолі з Тургут-реїсом здійснив набіг на Реджо у Калабрії, спустошивши околиці на 30 миль узбережжя, Габріель де Луе перебував на борту одного з кораблів і 22 липня він повідомив про завдані руйнування королю Франції.
В той час у Тіренському морі біля Понціанських островів перебував генуезький флот у складі 40 галер, з яких 20 належали особисто Андре Доріа, 6 — Антоніо Доріа, 2 — роду Грімальді з Монако. Османський і генуезький флоти зустрілись між собою 5 серпня 1522 поміж островами Понца і Террачина У битві турки захопили 7 генуезьких галер з екіпажами і солдатами.

## Наступники
Габріеля де Луе на посаді посла у Блискучій Порті змінив Мішель де Кодіньяк а його наступником, в свою чергу, був Жан Кавенак де ла Вінь.

## Зображення в художній літературі
Габріель де Луе (як М. д'Арамон, барон де Луе) відіграє невелику, але важливу роль у книгах «Безладні лицарі та пішак у ладані», томи третій та четвертий історичної фантастичної серії, відомі як «Лимондські хроніки» Дороті Даннетт. Події «Безладних лицарів» частково відбуваються на Мальті серед лицарів-госпітальєрів і на Триполі під час здачі цього міста османам в 1551 році. Події Пішака у Ладані частково відбуваються у Константинополі та Пері в 1553 році.